# Aleksandr Konstantinovič Voronskij
Aleksandr Konstantinovič Voronskij (in russo Александр Константинович Воронский?; Chorošavka, 8 settembre 1884 – Mosca, 13 agosto 1937) è stato un critico letterario e letterato russo.

## Biografia
Esponente teorico e militante attivo del Partito comunista, fu direttore della rivista letteraria Krasnaja nov' ("Terra vergine rossa") dal 1921 al 1927  e assieme agli scrittori Gor'kij, Sejfullina e Veresaev costituì un gruppo detto del Valico.
Appartenente alla corrente di sinistra del Partito comunista, dal 1929 cominciò ad essere perseguitato: arrestato a Mosca nel 1935, morì in carcere due anni dopo.
Autore di notevoli studi, di saggi critici, tra cui una raccolta di Ritratti letterari sulla letteratura proletaria, di romanzi e racconti autobiografici.